# Amphiesma miyajimae
Amphiesma miyajimae là một loài rắn trong họ Colubridae. Loài này được Maki mô tả khoa học đầu tiên năm 1931.